# Wang Xueer
Wang Xueer (chinesisch 汪雪儿; * 15. Januar 1998 in Zhongshan) ist eine chinesische Schwimmerin. Die Spezialistin im Rückenschwimmen gewann bei Olympischen Spielen eine Bronzemedaille. Bei Asienspielen erschwamm sie je eine Gold-, Silber- und Bronzemedaille.

## Sportliche Karriere
Wang Xueer trat international erstmals bei den Asienspielen 2014 an, dort gewann sie die Bronzemedaille über 100 Meter Rücken. Zwei Jahre später bei den Olympischen Spielen in Rio de Janeiro schied sie über 100 Meter Rücken im Halbfinale aus. Im November 2016 gewann sie bei den Asienmeisterschaften Silber über 50 Meter und 100 Meter Rücken. 2017 wurde Wang Xueer Sechste über 50 Meter Rücken bei den Weltmeisterschaften in Budapest.
In den Jahren danach schwamm Wang zwar regelmäßig bei den chinesischen Meisterschaften mit, international kam sie aber nicht zum Einsatz. Erst 2023 bei den Weltmeisterschaften 2023 in Fukuoka war sie wieder bei einer internationalen Meisterschaft zu sehen. Über 100 Meter Rücken schied sie im Halbfinale aus. Über 50 Meter Rücken war sie im Halbfinale Achte zeitgleich mit ihrer Landsfrau Wan Letian, im Swimoff setzte sich Wang Xueer durch und wurde im Endlauf Siebte. In der 4-mal-100-Meter-Lagenstaffel schwammen Wan Letian, Tang Qianting, Zhang Yufei und Cheng Yujie auf den vierten Platz mit 0,45 Sekunden Rückstand auf die drittplatzierten Kanadierinnen. Wang Xueer war hier nur im Vorlauf dabei. Bei den im Herbst 2023 ausgetragenen Asienspielen in Hangzhou gewann Wang Xueer den Titel über 50 Meter Rücken. Über 100 Meter Rücken wurde sie Zweite hinter Wan Letian. Im Vorlauf der 4-mal-100-Meter-Lagenstaffel absolvierte Wang Xueer einen Frühstart, die favorisierten Chinesinnen wurden disqualifiziert.
Bei den Olympischen Spielen in Paris schied Wang Xueer über 100 Meter Rücken als Elfte im Halbfinale aus. Die chinesische Lagenstaffel mit Wang Xueer, Tang Qianting, Yu Yiting und Wu Qingfeng schwamm die drittschnellste Vorlaufzeit. Im Endlauf waren Wan Letian, Tang Qianting, Zhang Yufei und Yang Junxuan drei Sekunden schneller als die Vorlaufstaffel. Es siegte das Quartett aus den Vereinigten Staaten vor den Australierinnen und den Chinesinnen.